# Rétegvulkán

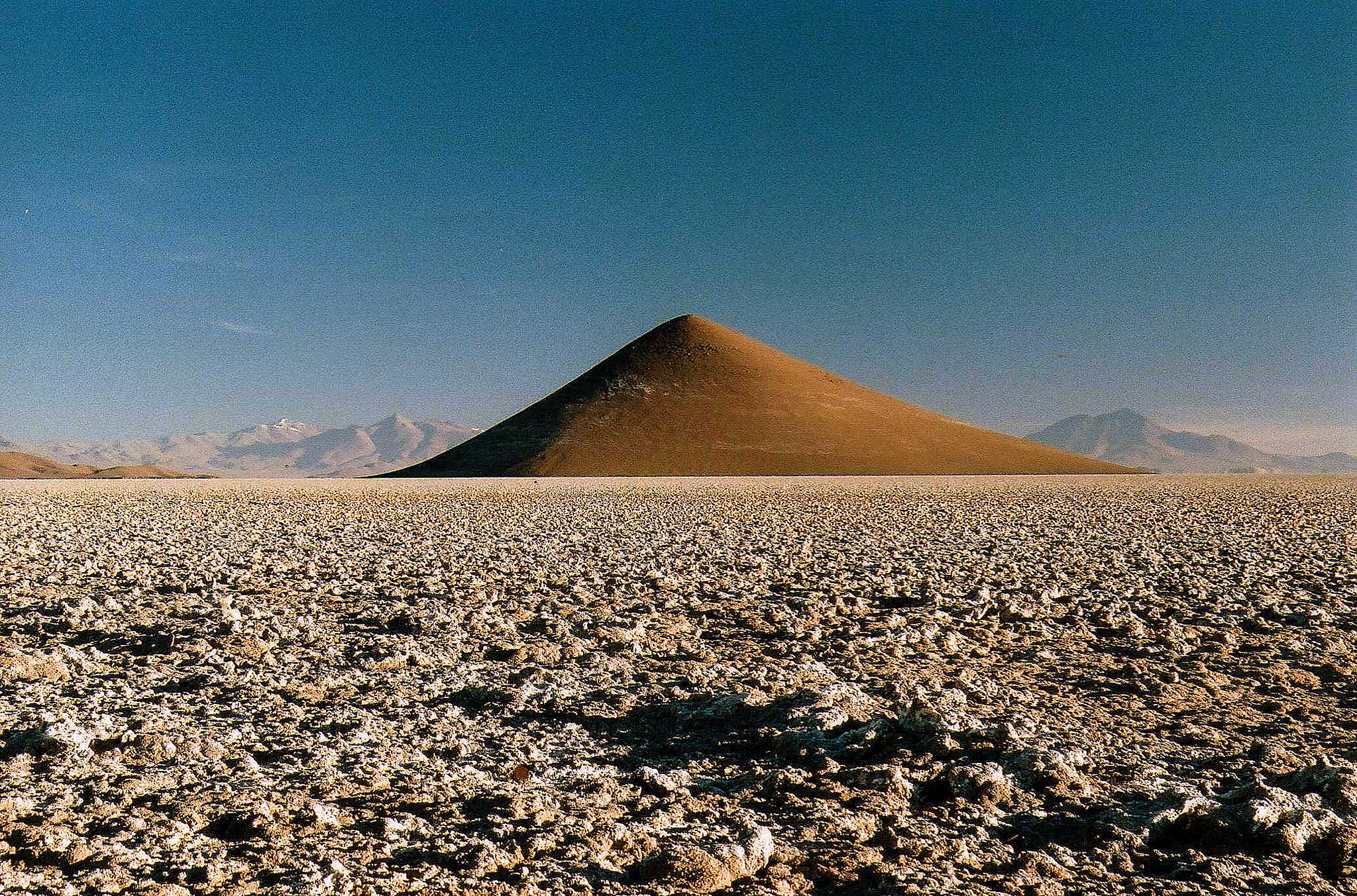
Rétegvulkán Cono de Arita, Salta (Argentína)

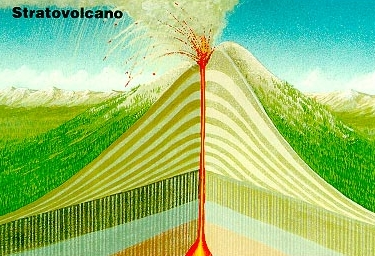
A rétegvulkán szerkezete

A rétegvulkán más néven sztratovulkán egy magas, kúp alakú vulkán, amely keverve tartalmaz megkeményedett lávát és vulkáni hamut. Az ezeket a vulkánokat kialakító láva nagyon viszkózus, és még azelőtt lehűl és megkeményedik, mielőtt nagyon eltávolodna. Ez a láva savas, szilikátokban gazdag. Sok rétegvulkán magassága meghaladja a 2500 métert. Ezeket gyakran a tektonikus lemezek szubdukciója hozza létre. A vulkánok másik típusa a pajzsvulkán (mint például a hawaii Mauna Loa), amelyek kevésbé viszkózus, bázikus (fémekben, főleg magnéziumban és vasban gazdag) lávából alakultak ki. 
A „rétegvulkán” név nem közvetlenül a rétegzettség tényéből adódik. Minden vulkántípus mutat rétegzettséget. Azonban a pajzsvulkánok rétegei csak a kiömlések egyes lávaárjainak rétegeit tartalmazzák, esetleg az egyes kitörések közti szünetben a talajosodás során létrejött üledékréteget. A rétegvulkánok kitörési jellemzői viszont változatosak, akár egy kitörésen belül is több különböző szakaszból állnak. A rétegvulkánok sűrű magmája nehezebben talál utat a felszín felé, ezért a kitörések robbanásos jellegűek (explozív működés), a lávaömlést általában kisebb-nagyobb méretű törmelékek, tufa és hamu („piroklasztitok”) kidobása előzi meg, ilyen például a piroklaszt ár is. A rétegvulkán kúpjának rétegsora ezért változatos, szendvicsszerű rendszer, amelyben viszonylag ritka a láva, annál több a különböző szemcseméretű törmelék. Általában magas, meredek oldalú hegyformákat hoz létre.

## Híres sztratovulkánok

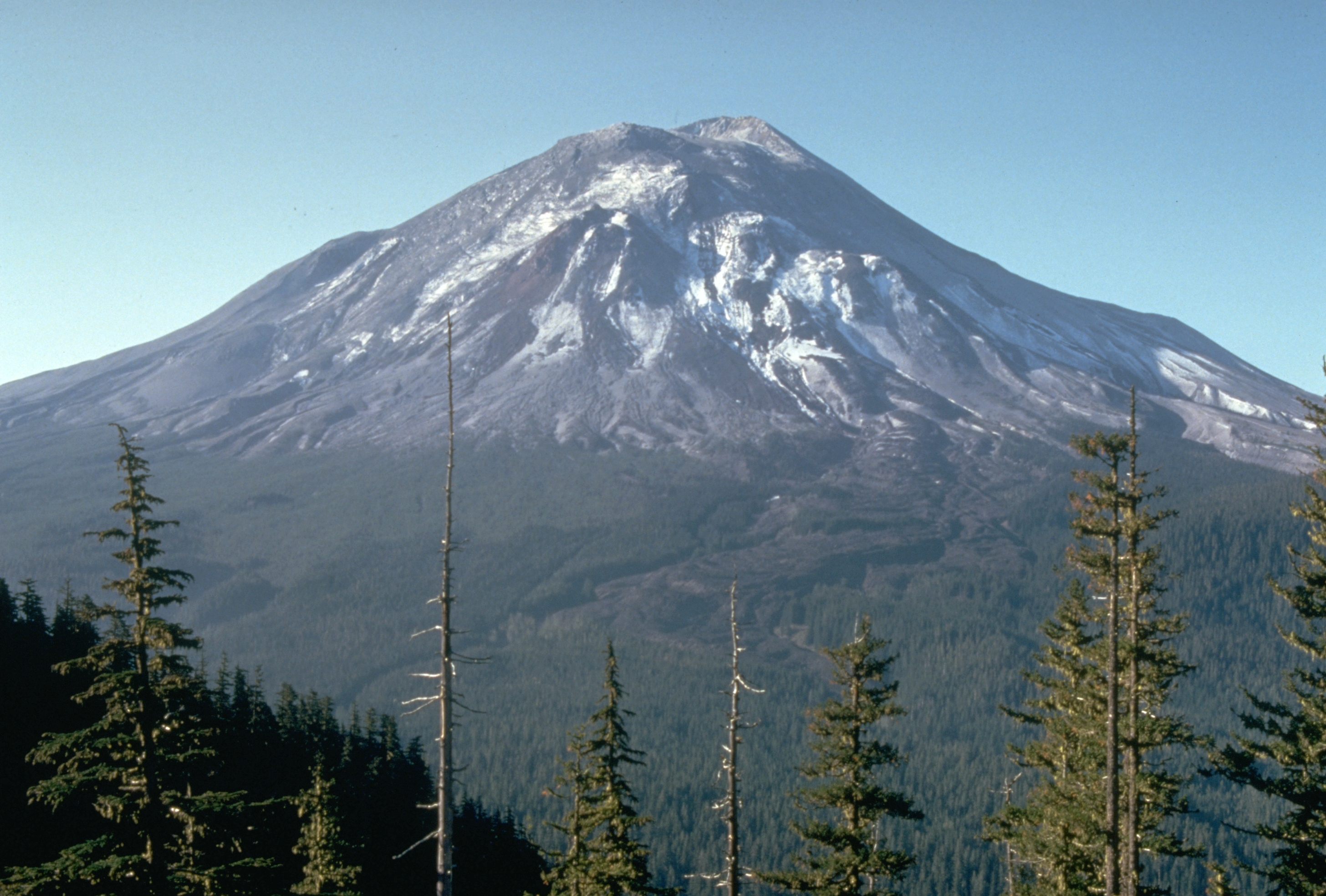
A Mount Saint Helens egy nappal az 1980. május 18-i kitörése előtt, amelynek során a hegy tetejének nagy része megsemmisült

(zárójelben a hegység, egyéb földrajzi terület illetve ország, ahol található)
- Aragac (Kaukázus, Örményország)
- Ararát (Ararát-hegység, Törökország)
- Barren sziget (Andamán-szigetek, India) – az egyetlen működő vulkán az indiai szubkontinensen
- Beerenberg (Jan Mayen-sziget) – a Föld legészakibb vulkánja
- Cotopaxi (Andok, Ecuador)
- Elbrusz (Kaukázus, Oroszország)
- Etna (Szicília, Olaszország)
- Fudzsi (Japán)
- Fuego (Guatemala)
- Kazbek (Kaukázus, Grúzia)
- Kollóttadyngja (Izland)
- Krakatoa (Indonézia)
- Lanín (Andok, Argentína és Chile határán)
- Madarasi-Hargita (Kárpátok, Románia)
- Mayon (Fülöp-szigetek)
- El Misti (Andok, Peru)
- Mount Hood (Oregon állam, USA)
- Mount Saint Helens (Washington állam, USA)
- Nagy-Hideg-hegy (Börzsöny, Magyarország)
- Pektu-hegy Észak-Korea és Kína határvonalán a Csangpaj-hegységben
- Pelée (Martinique)
- Popocatépetl (Mexikó)
- Tambora Sumbawa sziget, Indonézia
- Teide (Tenerife, Kanári-szigetek, Spanyolország)
- Vezúv (Olaszország)